# Преобразования Лоренца
Преобразова́ния Ло́ренца — линейные (или аффинные) преобразования векторного (соответственно, аффинного) псевдоевклидова пространства, сохраняющие длины или, что эквивалентно, скалярное произведение векторов.
Преобразования Лоренца псевдоевклидова пространства сигнатуры {\displaystyle (n-1,\;1)} находят широкое применение в физике, в частности, в специальной теории относительности (СТО), где в качестве аффинного псевдоевклидова пространства выступает четырёхмерный пространственно-временной континуум (пространство Минковского).

## Преобразования Лоренца в математике
Преобразование Лоренца представляет собой естественное обобщение понятия ортогонального преобразования (то есть преобразования, сохраняющего скалярное произведение векторов) с евклидовых на псевдоевклидовы пространства. Различие между ними состоит в том, что скалярное произведение предполагается не положительно определённым, а знакопеременным и невырожденным (так называемое индефинитное скалярное произведение).

### Определение
Преобразование Лоренца (лоренцево преобразование) псевдоевклидова векторного пространства {\displaystyle L} — это линейное преобразование {\displaystyle A\colon L\to L}, сохраняющее индефинитное скалярное произведение векторов. Это означает, что для любых двух векторов {\displaystyle x,\;y\in L} выполняется равенство
{\displaystyle \langle A(x),\;A(y)\rangle =\langle x,\;y\rangle ,}
где треугольными скобками обозначено индефинитное скалярное произведение {\displaystyle \langle x,\;y\rangle } в псевдоевклидовом пространстве {\displaystyle L}.
Аналогично, преобразование Лоренца (лоренцево преобразование) псевдоевклидова аффинного пространства — это аффинное преобразование, сохраняющее расстояние между точками этого пространства (это расстояние определяется как длина вектора, соединяющего данные точки, с помощью индефинитного скалярного произведения).

### Общие свойства
- Так как любое аффинное преобразование является композицией параллельного переноса (очевидным образом сохраняющего расстояние между точками) и преобразования, имеющего неподвижную точку, то группа преобразований Лоренца аффинного пространства (группа Пуанкаре) получается из группы преобразований Лоренца векторного пространства (группа Лоренца) такой же размерности путём добавления к ней всевозможных параллельных переносов.
- Если в псевдоевклидовом векторном пространстве {\displaystyle L} выбран некоторый базис {\displaystyle e_{1},\;\ldots ,\;e_{n}}, то для индефинитного скалярного произведения {\displaystyle \langle x,\;y\rangle } определена матрица Грама {\displaystyle G}. Тогда матрица {\displaystyle A} преобразования Лоренца удовлетворяет соотношению

{\displaystyle A^{T}\,G\,A=G,\qquad (*)}
И обратно, любая матрица {\displaystyle A}, удовлетворяющая соотношению {\displaystyle (*)}, является матрицей преобразования Лоренца.
Всегда можно выбрать базис {\displaystyle e_{1},\;\ldots ,\;e_{n}} таким образом, что индефинитное скалярное произведение имеет вид
{\displaystyle \langle x,\;y\rangle =x_{1}y_{1}+\ldots +x_{k}y_{k}-x_{k+1}y_{k+1}-\ldots -x_{n}y_{n},}
и в равенстве {\displaystyle (*)} матрица {\displaystyle G} ― диагональная с элементами {\displaystyle 1} (первые {\displaystyle k}) и {\displaystyle -1} (последние {\displaystyle n-k}).
- Из соотношения {\displaystyle (*)} следует, что, как и в случае ортогонального преобразования, определитель {\displaystyle |A|=+1} или {\displaystyle |A|=-1}.
- Если подпространство {\displaystyle L_{1}\subset L} инвариантно относительно лоренцева преобразования {\displaystyle A\colon L\to L}, то и его ортогональное (в смысле данного индефинитного скалярного произведения) дополнение {\displaystyle L_{1}^{\perp }} тоже инвариантно относительно преобразования {\displaystyle A}, причем {\displaystyle \dim L_{1}+\dim L_{1}^{\perp }=\dim L}. Однако, в отличие от ортогональных преобразований евклидовых пространств, равенство {\displaystyle L_{1}\oplus L_{1}^{\perp }=L}, где символ {\displaystyle \oplus } означает прямую сумму подпространств, вообще говоря, не имеет места (оба подпространства {\displaystyle L_{1}} и {\displaystyle L_{1}^{\perp }} могут содержать одни и те же ненулевые изотропные векторы, то есть {\displaystyle L_{1}\cap L_{1}^{\perp }\neq 0}, так как любой изотропный вектор ортогонален сам себе)[1].

### Свойства в пространствах сигнатуры (n-1, 1)
- Из равенства {\displaystyle \langle A(x),\;A(x)\rangle =\langle x,\;x\rangle } следует, что лоренцево преобразование переводит световой конус в себя, а также переводит в себя его внешность (в СТО — область абсолютно удалённого). Однако при этом две компоненты светового конуса, разделенные его вершиной (в СТО они ограничивают конус будущего и конус прошлого), могут либо переходить в себя, либо меняться друг с другом местами.
- Исходя из того, переставляет ли данное лоренцево преобразование {\displaystyle A} части светового конуса, или оставляет их на месте, а также из знака определителя {\displaystyle |A|=\pm 1}, группу Лоренца можно разделить на 4 части, которые являются её линейно связными компонентами (но подгруппой является лишь одна из них). Этот факт (наличие четырёх компонент связности) часто интерпретируют как наличие четырёх ориентаций псевдоевклидова пространства (в отличие от евклидова пространства, где есть только две ориентации)[1].

### Явный вид преобразований псевдоевклидовой плоскости
Лоренцевы преобразования псевдоевклидовой плоскости можно записать в наиболее простом виде, используя базис {\displaystyle e,\;g}, состоящий из двух изотропных векторов:
{\displaystyle \langle e,\;e\rangle =0,\quad \langle g,\;g\rangle =0,\quad \langle e,\;g\rangle =1/2.}
Именно, в зависимости от знака определителя {\displaystyle |A|=\pm 1}, матрица преобразования в данном базисе имеет вид:
{\displaystyle A={\begin{pmatrix}a&\ \ \,0\\0&\,1/a\end{pmatrix}}\ \Leftrightarrow \ |A|=+1,\qquad A={\begin{pmatrix}0&\ a\\1/a&\,0\end{pmatrix}}\ \Leftrightarrow \ |A|=-1,\qquad a\neq 0.}
Знак числа {\displaystyle a} определяет то, оставляет ли преобразование {\displaystyle A}
части светового конуса на месте {\displaystyle (a>0)}, или меняет их местами {\displaystyle (a<0)}.
Другой часто встречающийся вид матриц лоренцевых преобразований псевдоевклидовой плоскости получается при выборе базиса, состоящего из векторов {\displaystyle e'=e+g} и {\displaystyle g'=e-g}:
{\displaystyle \langle e',\;e'\rangle =+1,\quad \langle g',\;g'\rangle =-1,\quad \langle e',\;g'\rangle =0.}
В базисе {\displaystyle e',\;g'} матрица преобразования {\displaystyle A} имеет одну из четырёх форм:
{\displaystyle {\begin{pmatrix}\ \operatorname {ch} \varphi &\ \ \operatorname {sh} \varphi \\\,\operatorname {sh} \varphi &\ \operatorname {ch} \varphi \end{pmatrix}},\quad {\begin{pmatrix}\ -\operatorname {ch} \varphi &\,\ -\operatorname {sh} \varphi \\\,-\operatorname {sh} \varphi &\,-\operatorname {ch} \varphi \end{pmatrix}},\quad {\begin{pmatrix}-\operatorname {ch} \varphi &\,-\operatorname {sh} \varphi \\\,\operatorname {sh} \varphi &\ \operatorname {ch} \varphi \end{pmatrix}},\quad {\begin{pmatrix}\ \operatorname {ch} \varphi &\ \,\operatorname {sh} \varphi \\\,-\operatorname {sh} \varphi &\,-\operatorname {ch} \varphi \end{pmatrix}},\qquad (0)}
где {\displaystyle \operatorname {sh} } и {\displaystyle \operatorname {ch} } — гиперболические синус и косинус, а {\displaystyle \varphi } — быстрота.

### Явный вид преобразований пространства сигнатуры (n-1, 1)
Лоренцевы преобразования {\displaystyle n}-мерного псевдоевклидова пространства {\displaystyle L} со скалярным произведением
{\displaystyle \langle x,\;y\rangle =x_{1}y_{1}+\ldots +x_{n-1}y_{n-1}-x_{n}y_{n}\quad (1)}
описываются следующей теоремой.
| Теорема 1. Для всякого лоренцева преобразования {\displaystyle A\colon L\to L} существуют такие инвариантные подпространства {\displaystyle L_{0}\subset L} и {\displaystyle L_{1}\subset L}, что ограничение скалярного произведения (1) на каждое из них невырождено и имеет место ортогональное разложение {\displaystyle L=L_{0}\oplus L_{1},\quad L_{0}\perp L_{1},} причем подпространство {\displaystyle L_{0}} со скалярным произведением (1) является евклидовым и {\displaystyle \dim L_{1}\leqslant 3}. |

Теорема 1 утверждает, что любое лоренцево преобразование псевдоевклидова пространства {\displaystyle L} сигнатуры {\displaystyle (n-1,\;1)} задается лоренцевым преобразованием псевдоевклидова пространства {\displaystyle L_{1}\subset L} размерности 1 или 2 или 3 и ортогональным преобразованием евклидова пространства {\displaystyle L_{0}\subset L} дополнительной размерности.
| Лемма. Если {\displaystyle \dim L_{1}=3}, то инвариантное псевдоевклидово подпространство {\displaystyle L_{1}}, в свою очередь, представимо в виде прямой суммы {\displaystyle L_{1}=M_{1}\oplus M_{2}\oplus M_{3}} или {\displaystyle L_{1}=M_{1}\oplus M_{2}} подпространств {\displaystyle M_{i}\subset L_{1}}, попарно ортогональных и инвариантных относительно преобразования {\displaystyle A}, за исключением одного единственного случая, когда преобразование {\displaystyle A\colon L_{1}\to L_{1}} имеет единственное собственное значение {\displaystyle \lambda =\pm 1} кратности 3 и единственный собственный вектор {\displaystyle e\in L_{1}} является изотропным: {\displaystyle \langle e,\;e\rangle =0}. В этом единственном случае инвариантное подпространство {\displaystyle L_{1}} не разлагается в прямую сумму никаких подпространств, инвариантных относительно преобразования {\displaystyle A\colon L_{1}\to L_{1}}, а является трёхмерным корневым подпространством этого преобразования. |

Теорема 1 вместе с леммой позволяют установить следующий результат:
| Теорема 2. Для всякого лоренцева преобразования {\displaystyle A\colon L\to L} существует такой ортонормированный (относительно индефинитного скалярного произведения (1)) базис {\displaystyle e_{1},\;\ldots ,\;e_{n}}: {\displaystyle \langle e_{1},\;e_{1}\rangle =\ldots =\langle e_{n-1},\;e_{n-1}\rangle =+1,\quad \langle e_{n},\;e_{n}\rangle =-1,\quad \langle e_{i},\;e_{j}\rangle =0\;(\forall i\neq j),} в котором матрица {\displaystyle A} имеет блочно-диагональный вид с блоками следующих типов: - порядка 1 с элементом {\displaystyle \pm 1}, - порядка 2 — матрица поворота евклидовой плоскости на угол {\displaystyle \varphi }, - порядка 2 — матрица лоренцева преобразования псевдоевклидовой плоскости вида {\displaystyle (0)}, - порядка 3 — матрица лоренцева преобразования трёхмерного псевдоевклидова пространства с трёхкратным собственным значением {\displaystyle \lambda =\pm 1} и единственным собственным вектором, являющимся изотропным. При этом матрица {\displaystyle A} может содержать не более одного блока, относящегося двум последним типам. |

Кроме того, имеет место следующее представление лоренцевых преобразований {\displaystyle n}-мерного псевдоевклидова пространства {\displaystyle L} со скалярным произведением {\displaystyle (1)}.
| Теорема 3. Всякое лоренцево преобразование {\displaystyle A\colon L\to L} пространства {\displaystyle L} со скалярным произведением {\displaystyle (1)} представимо в виде композиции следующих линейных преобразований: - ортогонального преобразования евклидова подпространства, заданного уравнением {\displaystyle x_{n}=0}, с координатами {\displaystyle (x_{1},\;\ldots ,\;x_{n-1})}, - лоренцева преобразования псевдоевклидовой плоскости с координатами {\displaystyle (x_{i},\;x_{n})} с некоторым {\displaystyle i<n}, - отражений вида {\displaystyle x_{i}\mapsto \pm x_{i}}, {\displaystyle i\in \{1,\;\ldots ,\;n\}}. |

## Преобразования Лоренца в физике
Преобразованиями Лоренца в физике, в частности, в специальной теории относительности (СТО), называются преобразования, которым подвергаются пространственно-временные координаты {\displaystyle (x,\;y,\;z,\;t)} каждого события при переходе от одной инерциальной системы отсчета (ИСО) к другой. Аналогично, преобразованиям Лоренца при таком переходе подвергаются координаты любого 4-вектора.
Чтобы явно различить преобразования Лоренца со сдвигами начала отсчёта и без сдвигов, когда это необходимо, говорят о неоднородных и однородных преобразованиях Лоренца.
Преобразования Лоренца векторного пространства (то есть без сдвигов начала отсчёта) образуют группу Лоренца, а преобразования Лоренца аффинного пространства (то есть со сдвигами) — группу Пуанкаре, иначе называемую неоднородной группой Лоренца.
С математической точки зрения преобразования Лоренца — это преобразования, сохраняющие неизменной метрику Минковского, то есть, в частности, последняя сохраняет при них простейший вид при переходе от одной инерциальной системы отсчёта к другой (другими словами, преобразования Лоренца — это аналог для метрики Минковского ортогональных преобразований, осуществляющих переход от одного ортонормированного базиса к другому, то есть аналог поворота координатных осей для пространства-времени). В математике или теоретической физике преобразования Лоренца могут относиться к любой размерности пространства.
Именно преобразования Лоренца, смешивающие — в отличие от преобразований Галилея — пространственные координаты и время, исторически стали основой для формирования концепции единого пространства-времени.
- Следует заметить, что лоренц-ковариантны не только фундаментальные уравнения (такие, как уравнения Максвелла, описывающее электромагнитное поле, уравнение Дирака, описывающее электрон и другие фермионы), но и такие макроскопические уравнения, как волновое уравнение, описывающее (приближённо) звук, колебания струн и мембран, и некоторые другие (только тогда уже в формулах преобразований Лоренца под {\displaystyle c} следует иметь в виду не скорость света, а какую-то другую константу — например, скорость звука). Поэтому преобразования Лоренца могут быть плодотворно использованы и в связи с такими уравнениями (хотя и в довольно формальном смысле, впрочем, мало отличающемся — в своих рамках — от их применения в фундаментальной физике).

### Вид преобразований при коллинеарных (параллельных) пространственных осях
Если ИСО {\displaystyle K'} движется относительно ИСО {\displaystyle K} с постоянной скоростью {\displaystyle v} вдоль оси {\displaystyle x}, а начала пространственных координат совпадают в начальный момент времени в обеих системах, то преобразования Лоренца (прямые) имеют вид:
{\displaystyle x'={\frac {x-vt}{\sqrt {1-v^{2}/c^{2}}}},}
{\displaystyle y'=y,\ }
{\displaystyle z'=z,\ }
{\displaystyle t'={\frac {t-(v/c^{2})x}{\sqrt {1-v^{2}/c^{2}}}},}
где {\displaystyle c} — скорость света, величины со штрихами измерены в системе {\displaystyle K'}, без штрихов — в {\displaystyle K}.
Эта форма преобразования (то есть при выборе коллинеарных осей), называемая иногда бустом (англ. boost) или лоренцевским бустом (особенно в англоязычной литературе), несмотря на свою простоту, включает, по сути, всё специфическое физическое содержание преобразований Лоренца, так как пространственные оси всегда можно выбрать таким образом, а при желании добавить пространственные повороты не представляет трудности (см. это в явном развёрнутом виде ниже), хотя и делает формулы более громоздкими.
- Формулы, выражающие обратное преобразование, то есть выражающие {\displaystyle x',\;y',\;z',\;t'} через {\displaystyle x,\;y,\;z,\;t} можно получить просто заменой {\displaystyle v} на {\displaystyle -v} (абсолютная величина относительной скорости движения систем отсчёта {\displaystyle |v|} одинакова при измерении её в обеих системах отсчёта, поэтому можно при желании снабдить {\displaystyle v} штрихом, только при этом надо внимательно следить за тем, чтобы знак и определение соответствовали друг другу) и взаимной заменой «штрихованных» {\displaystyle x} и {\displaystyle t} с «нештрихованными». Или решая систему уравнений (1) относительно {\displaystyle x',\;y',\;z',\;t'}.
- Надо иметь в виду, что в литературе преобразования Лоренца часто записывается для упрощения в системе единиц, где {\displaystyle c=1}.
- Видно, что при преобразованиях Лоренца события, одновременные в одной системе отсчёта, не являются одновременными в другой (относительность одновременности). Кроме того, у движущегося тела сокращается продольный размер по сравнению с тем, какой оно имеет в сопутствующей ему системе отсчёта (лоренцево сокращение), а ход движущихся часов замедляется, если наблюдать их из «неподвижной» системы отсчёта (релятивистское замедление времени).

### Вывод преобразований
Преобразования Лоренца могут быть получены абстрактно, из групповых соображений (в этом случае они получаются с неопределённым {\displaystyle c}), как обобщение преобразований Галилея (что было проделано Анри Пуанкаре — см. ниже). Однако впервые они были получены как преобразования, относительно которых ковариантны уравнения Максвелла (то есть по сути — которые не меняют вида законов электродинамики и оптики при переходе к другой системе отсчёта). Могут также быть получены из предположения линейности преобразований и постулата одинаковости скорости света во всех системах отсчёта (являющегося упрощённой формулировкой требования ковариантности электродинамики относительно искомых преобразований, и распространением принципа равноправия инерциальных систем отсчёта — принципа относительности — на электродинамику), как это делается в специальной теории относительности (СТО) (при этом {\displaystyle c} в преобразованиях Лоренца получается определённым и совпадает со скоростью света).
Надо заметить, что если не ограничивать класс преобразований координат линейными, то первый закон Ньютона выполняется не только для преобразований Лоренца, а для более широкого класса дробно-линейных преобразований
(однако этот более широкий класс преобразований — за исключением, конечно, частного случая преобразований Лоренца — не сохраняет метрику постоянной).

### Разные формы записи преобразований

#### Вид преобразований при произвольной ориентации осей
В силу произвольности введения осей координат многие задачи можно свести к указанному случаю. Если же задача требует иного расположения осей, то можно воспользоваться формулами преобразований в более общем случае. Для этого радиус-вектор точки
{\displaystyle \mathbf {r} '=\mathbf {i} x'+\mathbf {j} y'+\mathbf {k} z',}
где {\displaystyle \mathbf {i} ,\;\mathbf {j} ,\;\mathbf {k} } — орты, надо разбить на составляющую {\displaystyle \mathbf {r} '_{\|}}, параллельную скорости, и составляющую {\displaystyle \mathbf {r} '_{\perp }}, ей перпендикулярную:
{\displaystyle \mathbf {r} '=\mathbf {r} '_{\|}+\mathbf {r} '_{\perp }.}
Тогда преобразования получат вид
{\displaystyle \mathbf {r} _{\|}={\frac {\mathbf {r} '_{\|}+\mathbf {v} t'}{\sqrt {1-v^{2}/c^{2}}}},\quad \mathbf {r} _{\perp }=\mathbf {r} '_{\perp },\quad t={\frac {t'+(v/c^{2})r_{\|}}{\sqrt {1-v^{2}/c^{2}}}},}
где {\displaystyle v=\left|\mathbf {v} \right|} — абсолютная величина скорости, {\displaystyle r_{\|}=\left|\mathbf {r} _{\|}\right|} — абсолютная величина продольной составляющей радиус-вектора.
Эти формулы для случая параллельных осей, но с произвольно направленной скоростью, можно преобразовать к виду, впервые полученному Герглоцем:
{\displaystyle \mathbf {r} ={\frac {\mathbf {r} '+\mathbf {v} t'}{\sqrt {1-v^{2}/c^{2}}}}+{\frac {1}{v^{2}}}\left({\frac {1}{\sqrt {1-v^{2}/c^{2}}}}-1\right)(\mathbf {r} '\times \mathbf {v} )\times \mathbf {v} ;}
{\displaystyle t={\frac {t'+\mathbf {r'v} /c^{2}}{\sqrt {1-v^{2}/c^{2}}}},}
где {\displaystyle \times } — векторное произведение трёхмерных векторов.
Обратите внимание, что самый общий случай, когда начала координат не совпадают в нулевой момент времени, здесь не приведён с целью экономии места. Его можно получить, добавив к преобразованиям Лоренца трансляцию (смещение начала координат).

#### Преобразования Лоренца в матричном виде
Для случая коллинеарных осей преобразования Лоренца записываются в виде
{\displaystyle {\begin{bmatrix}ct'\\x'\\y'\\z'\end{bmatrix}}={\begin{bmatrix}\gamma &-{\dfrac {v}{c}}\gamma &0&0\\-{\dfrac {v}{c}}\gamma &\gamma &0&0\\0&0&1&0\\0&0&0&1\\\end{bmatrix}}{\begin{bmatrix}ct\\x\\y\\z\end{bmatrix}},}
где Лоренц-фактор {\displaystyle \gamma \equiv {\frac {1}{\sqrt {1-v^{2}/c^{2}}}}.}
При произвольной ориентации осей, в форме 4-векторов это преобразование записывается как:
{\displaystyle {\begin{bmatrix}ct'\\{\vec {r}}\,'\end{bmatrix}}={\begin{bmatrix}\gamma &-{\dfrac {\vec {v}}{c}}\gamma \\-{\dfrac {\vec {v}}{c}}\gamma &I+{\dfrac {{\vec {v}}\otimes {\vec {v}}}{v^{2}}}(\gamma -1)\end{bmatrix}}{\begin{bmatrix}ct\\{\vec {r}}\end{bmatrix}},}
где {\displaystyle I} — единичная матрица {\displaystyle 3\times 3,} {\displaystyle \otimes } — тензорное умножение трёхмерных векторов.
Или, что то же самое,
{\displaystyle {\begin{bmatrix}c\,t'\\x'\\y'\\z'\end{bmatrix}}={\begin{bmatrix}\gamma &-\gamma \beta n_{x}&-\gamma \beta n_{y}&-\gamma \beta n_{z}\\-\gamma \beta n_{x}&1+(\gamma -1)n_{x}^{2}&(\gamma -1)n_{x}n_{y}&(\gamma -1)n_{x}n_{z}\\-\gamma \beta n_{y}&(\gamma -1)n_{y}n_{x}&1+(\gamma -1)n_{y}^{2}&(\gamma -1)n_{y}n_{z}\\-\gamma \beta n_{z}&(\gamma -1)n_{z}n_{x}&(\gamma -1)n_{z}n_{y}&1+(\gamma -1)n_{z}^{2}\\\end{bmatrix}}{\begin{bmatrix}c\,t\\x\\y\\z\end{bmatrix}}},
где {\displaystyle {\vec {\beta }}={\frac {\vec {v}}{c}};\beta =|{\vec {\beta }}|;n_{x}={\frac {\beta _{x}}{\beta }};n_{y}={\frac {\beta _{y}}{\beta }};n_{z}={\frac {\beta _{z}}{\beta }}.}

##### Вывод способом № 1
Матрица преобразования {\displaystyle B}  получается из формулы
{\displaystyle B(\mathbf {v} )=I-\gamma \beta (\mathbf {n} \cdot \mathbf {K} )+(\gamma -1)(\mathbf {n} \cdot \mathbf {K} )^{2}}
или при параметризации быстротой {\displaystyle \varphi }
{\displaystyle B({\boldsymbol {\varphi }})=I-\operatorname {sh} \varphi (\mathbf {n} \cdot \mathbf {K} )+(\operatorname {ch} \varphi -1)(\mathbf {n} \cdot \mathbf {K} )^{2}},
где n·K = nxKx + nyKy + nzKz, 
{\displaystyle K_{x}={\begin{bmatrix}0&1&0&0\\1&0&0&0\\0&0&0&0\\0&0&0&0\\\end{bmatrix}}\,,\quad K_{y}={\begin{bmatrix}0&0&1&0\\0&0&0&0\\1&0&0&0\\0&0&0&0\end{bmatrix}}\,,\quad K_{z}={\begin{bmatrix}0&0&0&1\\0&0&0&0\\0&0&0&0\\1&0&0&0\end{bmatrix}},}
что имеет сходство с формулой поворота Родрига.

##### Вывод способом № 2
Произвольное однородное преобразование Лоренца можно представить как некоторую композицию вращений пространства и элементарных преобразований Лоренца, затрагивающих только время и одну из координат. Это следует из алгебраической теоремы о разложении произвольного вращения на простые. Более того, физически очевидно, что для получения одного произвольного однородного преобразования Лоренца можно использовать всего лишь одно такое элементарное преобразование и два поворота трехмерного пространства (первый для перехода к специальным пространственным осям — с x вдоль V, а второй для возврата к первоначальным), технически же вычисление такой композиции сведется к перемножению трех матриц.

### Свойства преобразований Лоренца
- Можно заметить, что в случае, когда {\displaystyle c\to \infty ,} преобразования Лоренца переходят в преобразования Галилея. То же самое происходит в случае, когда {\displaystyle v/c\to 0.} Это говорит о том, что специальная теория относительности совпадает с механикой Ньютона либо в мире с бесконечной скоростью света, либо при скоростях, малых по сравнению со скоростью света. Последнее объясняет, каким образом сочетаются эти две теории — первая является обобщением и уточнением второй, а вторая — предельным случаем первой, оставаясь в этом качестве верной приближенно (с некоторой точностью, на практике часто очень и очень высокой) при достаточно малых (по сравнению со скоростью света) скоростях движений.
- Преобразования Лоренца сохраняют инвариантным интервал для любой пары событий (точек пространства-времени) — то есть любой пары точек пространства-времени Минковского:

{\displaystyle s={\sqrt {c^{2}(\Delta t)^{2}-(\Delta x)^{2}-(\Delta y)^{2}-(\Delta z)^{2}}}={\sqrt {c^{2}(\Delta t')^{2}-(\Delta x')^{2}-(\Delta y')^{2}-(\Delta z')^{2}}}.}
Убедиться в этом нетрудно, например, проверив явно то, что матрица преобразования Лоренца {\displaystyle L} ортогональна в смысле метрики Минковского:
{\displaystyle \eta _{ik}=\left[{\begin{matrix}1&0&0&0\\0&-1&0&0\\0&0&-1&0\\0&0&0&-1\end{matrix}}\right],}
определяемой таким выражением, то есть {\displaystyle \sum _{i,\;k}L_{j}^{i}\eta _{ik}L_{m}^{k}=\eta _{jm}.} Это проще всего проделать для буста, а для трёхмерных вращений это очевидно из определения декартовых координат, кроме того, сдвиги начала отсчёта не меняют разностей координат. Следовательно, это свойство верно и для любых композиций бустов, вращений и сдвигов, что и составляет полную группу Пуанкаре; как только мы узнали, что преобразования координат ортогональны, из этого сразу следует, что формула для расстояния остаётся неизменной при переходе к новой системе координат — по определению ортогональных преобразований.
- В частности, инвариантность интервала имеет место и для случая {\displaystyle s=0,} а значит, гиперповерхность в пространстве-времени, которая определяется равенством нулю интервала до заданной точки — световой конус — является неподвижной при преобразованиях Лоренца (что является проявлением инвариантности скорости света). Внутренность двух полостей конуса соответствует времениподобным — вещественным — интервалам от их точек до вершины, внешняя область — пространственноподобным — чисто мнимым (в принятой в этой статье сигнатуре интервала).
- Другие инвариантные гиперповерхности однородных преобразований Лоренца (аналоги сферы для пространства Минковского) — гиперболоиды:  двуполостный гиперболоид для времениподобных интервалов относительно начала координат, и однополостный — для пространственноподобных интервалов.
- Матрицу преобразования Лоренца при коллинеарных пространственных осях (в системе единиц {\displaystyle c=1}) можно представить как:
{\displaystyle {\begin{bmatrix}\mathop {\rm {ch}} \,\theta &-\mathop {\rm {sh}} \,\theta &0&0\\-\mathop {\rm {sh}} \,\theta &\mathop {\rm {ch}} \,\theta &0&0\\0&0&1&0\\0&0&0&1\\\end{bmatrix}},}

где {\displaystyle \theta =\mathop {\rm {Arth}} \,(v/c)\ }. В этом легко убедиться, учитывая {\displaystyle {\rm {ch^{2}\,\theta -{\rm {sh^{2}\,\theta =1\ }}}}} и проверив выполнение соответствующего тождества для матрицы преобразования Лоренца в обычном виде.
- Если принять введённые Минковским обозначения {\displaystyle x_{0}=i\,ct,\;x_{1}=x,\;x_{2}=y,\;x_{3}=z\ }, то преобразование Лоренца для такого пространства сводится к повороту на мнимый угол в плоскости, включающей ось {\displaystyle x_{0}\ } (для случая движения вдоль оси {\displaystyle x_{1}\ } — в плоскости {\displaystyle x_{0}x_{1}}). Это очевидно, исходя из подстановки {\displaystyle \mathop {\rm {ch}} \,\theta =\mathop {\rm {cos}} \,(i\,\theta ),\;\mathop {\rm {sh}} \,\theta =-i\,\mathop {\rm {sin}} \,(i\theta )} в матрицу, приведенную чуть выше — и её небольшого изменения для того, чтобы учесть вводимую мнимость временной координаты — и сравнении её с обычной матрицей вращения.

### Следствия преобразований Лоренца

#### Изменение длины
Пусть в системе отсчета {\displaystyle K'} покоится стержень, и координаты его начала и конца равны {\displaystyle x_{1}'}, {\displaystyle x_{2}'}. Для определения длины стержня в системе {\displaystyle K} фиксируются координаты этих же точек в один и тот же момент времени системы {\displaystyle K}. Пусть
{\displaystyle l_{0}=x_{2}'-x_{1}'} — собственная длина стержня в {\displaystyle K'}, а {\displaystyle l=x_{2}-x_{1}} — длина стержня в {\displaystyle K}. Тогда из преобразований Лоренца следует:
{\displaystyle l_{0}=x'_{2}-x'_{1}={\frac {x_{2}-vt}{\sqrt {1-{\dfrac {v^{2}}{c^{2}}}}}}-{\frac {x_{1}-vt}{\sqrt {1-{\dfrac {v^{2}}{c^{2}}}}}}={\frac {x_{2}-x_{1}}{\sqrt {1-{\dfrac {v^{2}}{c^{2}}}}}}}
или
{\displaystyle l=l_{0}{\sqrt {1-{\frac {v^{2}}{c^{2}}}}}.}
Таким образом, длина движущегося стержня, измеренная «неподвижными» наблюдателями, оказывается меньше, чем собственная длина стержня.

#### Относительность одновременности
Если два разнесённых в пространстве события (например, вспышки света) происходят одновременно в движущейся системе отсчёта, то они будут неодновременны относительно «неподвижной» системы. При {\displaystyle \Delta t'=0} из преобразований Лоренца следует:
Если {\displaystyle \Delta x=x_{2}-x_{1}>0}, то и {\displaystyle \Delta t=t_{2}-t_{1}>0}. Это означает, что, с точки зрения неподвижного наблюдателя, левое событие происходит раньше правого ({\displaystyle t_{2}>t_{1}}). Относительность одновременности приводит к невозможности синхронизации часов в различных инерциальных системах отсчёта во всём пространстве.
Пусть в двух системах отсчёта, вдоль оси {\displaystyle x} расположены синхронизированные в каждой системе часы, и в момент совпадения «центральных» часов (на рисунке ниже) они показывают одинаковое время.
Левый рисунок показывает, как эта ситуация выглядит с точки зрения наблюдателя в системе {\displaystyle S}. Часы в движущейся системе отсчёта показывают различное время. Находящиеся по ходу движения часы отстают, а находящиеся против хода движения опережают «центральные» часы. Аналогична ситуация для наблюдателей в {\displaystyle S'} (правый рисунок).

Правый рисунок

Левый рисунок

### Связанные определения
Лоренц-инвариантность — свойство физических законов записываться одинаково во всех инерциальных системах отсчета (с учётом преобразований Лоренца). Принято считать, что этим свойством должны обладать все физические законы, и экспериментальных отклонений от него не обнаружено. Однако некоторые теории пока не удаётся построить так, чтобы выполнялась лоренц-инвариантность.

### История
Данный вид преобразований, по предложению А. Пуанкаре, назван в честь голландского физика Х. А. Лоренца, который в серии работ (1892, 1895, 1899 годы) опубликовал их приближённый вариант (с точностью до членов порядка {\displaystyle v^{2}/c^{2}}). Позднее историки физики обнаружили, что эти преобразования были опубликованы независимо другими физиками:
1. 1887 год: В. Фогт, при исследовании эффекта Доплера[4][5].
2. 1897 год: Дж. Лармор, его целью было обнаружить преобразования, относительно которых уравнения Максвелла инвариантны[6].

Лоренц исследовал связь параметров двух электромагнитных процессов, один из которых неподвижен относительно эфира, а другой движется.
Современный вид и понимание формулам преобразования придали А. Пуанкаре (1900 год) и А. Эйнштейн (1905 год). Пуанкаре первым установил и детально изучил одно из самых важных свойств преобразований Лоренца — их групповую структуру, и показал, что «преобразования Лоренца представляют не что иное, как поворот в пространстве четырёх измерений, точки которого имеют координаты {\displaystyle (x,y,z,ict)}». Пуанкаре ввёл термины «преобразования Лоренца» и «группа Лоренца» и показал, исходя из эфирной модели, невозможность обнаружить движение относительно абсолютной системы отсчета (то есть системы, в которой эфир неподвижен), модифицировав таким образом принцип относительности Галилея.
Эйнштейн в своей теории относительности (1905 год) распространил преобразования Лоренца на все физические (не только электромагнитные) процессы и указал, что все физические законы должны быть инвариантны относительно этих преобразований. Геометрическую четырёхмерную модель кинематики теории относительности, где преобразования Лоренца играют роль вращения координат, открыл Герман Минковский.
В 1910 году В. С. Игнатовский первым попытался получить преобразование Лоренца на основе теории групп и без использования постулата о постоянстве скорости света.